# 13-as busz (Salgótarján)
A salgótarjáni 13-as busz Zagyvaróna, Mátyás király út és az Ipari park között közlekedik Menetideje 36 perc az útvonalán általában csuklós autóbuszok közlekednek.

## Története
A 13-as busz 2003.július 7. előtt a Zagyvaróna – BRG – Sugár út útvonalon közlekedett, az említett naptól jár jelenlegi útvonalán, az Ipari parkoz.

## Útvonala
| Ipari park forduló felé: |
| --- |
| Zagyvaróna, Mátyás Király út – Őrhegy út – Zagyva út – Tarjáni út – Salgó út – Rákóczi út – Budapesti út – Park út – Patak út – Ipari Park forduló |

## Megállóhelyei
| 13 (Zagyvaróna → Ipari park) |                                | | |
| Perc (↓)                     | Megállóhely                    | Megállóhelyet érintő járatok | Fontosabb létesítmények                                                                                              |
| 0                            | Zagyvaróna, Mátyás király út   | 1, 1U, 13, 14, 61 | |
| 1                            | Zagyvaróna, községháza         | 1, 1U, 13, 14, 61 | Bátki József Közösségi Ház                                                                                           |
| 2                            | Zagyvaróna, Sallai út          | 1, 1U, 13, 14, 61 | |
| 3                            | Rónai elágazó                  | 1, 1U, 13, 14, 61 3015, 3022 | |
| 4                            | Erőmű                          | 1, 1U, 13, 14, 61 | Vízválasztó Hőerőmű                                                                                                  |
| 6                            | Taráni út 1.                   | Salgótarján tömegközlekedése | |
| 7                            | Pintértelep                    | 1, 1U, 13, 14, 61 1347, 1349, 1352, 3015, 3022, 3024, 3030, 3034 | |
| 8                            | Köztemető                      | 1, 1U, 13, 14, 61 | Újköztemető |
| 10                           | Művésztelep                    | 1, 1U, 13, 14, 61 | |
| 11                           | Salgói kapu                    | 1, 1U, 13, 14, 61 | |
| 12                           | Kohász Művelődési Központ      | 1, 1U, 13, 14, 61 1347, 1349, 1352, 3015, 3022, 3024, 3030, 3034 | Kohász Művelődési Központ, Acélgyár                                                                                  |
| 13                           | Acélgyári úti iskola           | 1, 1U, 13, 14, 61 | Salgótarjáni Általános Iskola Petőfi Sándor Tagiskolája                                                              |
| 14                           | Salgó út                       | 1, 1U, 6, 7, 7A, 7B, 11, 11A, 11B, 13, 14, 19, 27A, 36, 46, 63, 63S, 113 1347, 1349, 1352, 3015, 3022, 3024, 3030, 3034                                                        | |
| 16                           | Fő tér                         | 1, 1U, 6, 7, 7A, 7B, 11, 11A, 11B, 13, 14, 19, 27A, 36, 46, 63, 63S, 113 | Salgótarján József Attila Művelődési és Konferencia Központ, Karancs Szálló, dr. Förster Kálmán Emlékpark            |
| 18                           | Megyeháza                      | 1, 1U, 3C, 5, 6, 7, 7A, 7B, 7C, 8, 9, 11, 11A, 11B, 13, 14, 19, 27A, 36, 46, 58, 63, 63S, 113 1305, 3055, 3058, 3075, 3080, 3081                                               | Megyeháza |
| 20                           | Tűzhelygyár                    | 1, 1U, 2A, 2T, 3C, 5, 6, 7, 7A, 7B, 7C, 8, 11, 11A, 11B, 13, 14, 19, 27A, 36, 46, 58, 63, 63S, 113 1305, 3055, 3058, 3075, 3080, 3081                                          | Tűzhelygyár, Salgótarjáni Szakképzési Centrum Stromfeld Aurél Gépipari, Építőipari és Informatikai Szakközépiskolája |
| 21                           | Tűzhelygyár alsó               | 1, 1U, 2A, 2T, 3C, 5, 6, 7, 7A, 7B, 7C, 8, 11, 11A, 11B, 13, 14, 19, 27A, 36, 46, 58, 63, 63S, 113                                                                             | Tűzhelygyár |
| 22                           | Külső-pályaudvar bejárati út   | 1, 1U, 2A, 2T, 3, 3C, 4, 5, 6, 7, 7A, 7B, 7C, 8, 9, 11, 11A, 11B, 13, 14, 19, 27A, 36, 46, 58, 63, 63S, 113 1305, 3055, 3058, 3075, 3080, 3081 Hatvan–Somoskőújfalu-vasútvonal | Salgótarján külső Salgótarján helyi autóbusz-állomás                                                                 |
| 24                           | Volán központ                  | 1U, 3, 4A, 7A, 7C, 9, 13, 19, 36, 63S, 113 1305, 3045, 3055, 3058, 3075, 3080, 3081                                                                                            | KMKK - Nógrád Megyei Területi Igazgatóság                                                                            |
| 25                           | Tesco áruház                   | 3, 4A, 9, 13, 19, 36, 63S, 113 | Tesco áruház |
| 28                           | Zagyvapálfalva, felüljáró      | 9, 19, 63, 63S 1010, 1012, 1020, 1021, 1301, 1305, 1349, 1351, 1354, 1384, 1447, 1520, 3045, 3055, 3058, 3075, 3080, 3081                                                      | |
| 29                           | Budapesti út, orvosi rendelő   | 9, 19, 63, 63S | |
| 30                           | Szécsényi útelágazás           | 9, 19, 63, 63S 1010, 1012, 1020, 1021, 1301, 1305, 1351, 1354, 1384, 1447, 1520, 3045, 3055, 3058, 3075, 3080, 3081                                                            | |
| 31                           | Kotyháza-telep                 | 9, 19 | |
| 32                           | Lucfalvai elágazó              | 9, 19 1305, 3055, 3058, 3075, 3080, 3081 | |
| 33                           | Ipartelepi bekötőút            | 9, 19 | |
| 34                           | Salgó Vagyon - Irodaház        | 9, 19 1305, 1384, 3055, 3058, 3075, 3080, 3081 | Salgó Vagyon |
| 35                           | Ipari Park, MHG Kft.           | 9, 19 | Mitsuba Hungary Kft. Magyar Hangszórógyártó Kft.                                                                     |
| 36                           | Ipari Park, forduló végállomás | 9, 19 | BaloBau, MIKROPAKK                                                                                                   |

## Közlekedés
A 13-as busz csak munkanapokon egyszer és egy irányba közlekedik, 5:00-kor indul Zagyvarónáról az Ipari park felé.

## Külső hivatkozások
- Valós idejű utastájékoztatás Archiválva 2018. augusztus 21-i dátummal a Wayback Machine-ben